# Alicja Jadwiga Kotowska
Alicja Kotowska (właśc. Maria Jadwiga Kotowska; ur. 20 listopada 1899 w Warszawie, zm. 11 listopada 1939 w lesie piaśnickim) – polska siostra zakonna, zmartwychwstanka, przełożona Zgromadzenia Sióstr Zmartwychwstanek w Wejherowie w latach 1934–1939, błogosławiona Kościoła katolickiego.

## Życiorys
Córka Jana Kotowskiego i Zofii z Barskich. Maturę zdała w 1918 w Ośmioklasowej Szkole Żeńskiej Pauliny Hewelkówny (poprzedniczki IX Liceum im. Klementyny Hoffmanowej w Warszawie).
W 1918 wstąpiła do Polskiej Organizacji Wojskowej i, będąc już studentką medycyny na Uniwersytecie Warszawskim, wzięła udział w I wojnie światowej jako sanitariuszka Czerwonego Krzyża. W 1920 była sanitariuszką w szpitalach przyfrontowych. W 1924 rozpoczęła studia biologiczne na Wydziale Matematyczno-Przyrodniczym UW, które ukończyła z magisterium z chemii w 1929. Za niesienie pomocy na froncie została w 1932 odznaczona Krzyżem Polonia Restituta.
29 lipca 1922 wstąpiła do klasztoru Zgromadzenia Sióstr Zmartwychwstania Pańskiego, przyjmując imię Alicja. 30 kwietnia 1929 obroniła pracę magisterską z chemii. Po otrzymaniu dyplomu nauczyciela szkół średnich została wychowawczynią 32 uczennic, nauczycielką chemii oraz pielęgniarką w Szkole Podstawowej i Liceum Sióstr Zmartwychwstanek. Po śmierci dyrektorki szkoły w 1934 została zgłoszona w kuratorium na stanowisko dyrektorki szkół. Władze odrzuciły  kandydaturę ze względu na jej młody wiek i niewystarczające doświadczenie w pracy szkolnej. Podjęła pracę jako nauczycielka i po zdobyciu wymaganych kwalifikacji była przez wiele lat dyrektorką szkoły w Wejherowie.
Wraz z początkiem kampanii wrześniowej zamieniła szkołę w schronienie dla potrzebujących, w którym ich nocowano i karmiono. Gdy Wermacht wkroczył do Wejherowa, zlikwidowano szkołę i zakład sióstr. Kotkowska schowała przedmioty liturgiczne, by ochronić je przed grabieżą, jednak w wyniku donosu szkolnego woźnego (Franciszka Pranga) zostały skradzione, a zakonnica 24 października 1939 aresztowana przez gestapo i przewieziona do wejherowskiego więzienia. Nieco ponad dwa tygodnie później została rozstrzelana przez Niemców w lasach piaśnickich, najprawdopodobniej podczas wielkiej egzekucji (314 ofiar) 11 listopada 1939. Tego dnia widziano ją po raz ostatni, gdy na więziennym podwórzu wchodziła do samochodu ciężarowego wraz z grupką dzieci żydowskich, które trzymała za ręce, dodając im otuchy. Ciała zakonnicy nigdy nie odnaleziono. W czasie powojennych ekshumacji z jednej z mogił w Piaśnicy (tzw. grób nr 7) wydobyto różaniec, jaki nosiły przy pasku siostry zmartwychwstanki.

## Beatyfikacja i upamiętnienie
Beatyfikowana przez papieża Jana Pawła II w Warszawie 13 czerwca 1999 w grupie 108 polskich męczenników, ofiar II wojny światowej.
Imię błogosławionej nosi jedna ze szkół podstawowych w Wejherowie prowadzona przez zmartwychwstanki oraz prywatna szkoła podstawowa (dawniej gimnazjum) zmartwychwstanek w Warszawie.